# Estación central de Umeå
La Estación central de Umeå (Umeå centralstation o Umeå C en sueco) es una estación de ferrocarril en Umeå (Suecia).
La estación fue diseñada por el arquitecto Folke Zettervall y construida entre 1895 y 1896. En 2001 fue declarada como byggnadsminne, o monumento del patrimonio nacional sueco. El área en la que se encuentra la estación empezó a remodelarse en julio de 2010. La estación estuvo cerrada del 7 de agosto de 2010 al 1 de junio de 2011, y mientras tanto los servicios ferroviarios pasaron a la nueva Estación de Umeå Este.